# ブレイキンガールズ!
『ブレイキンガールズ！』はきりきり舞による日本の漫画。『まんがタイムきららフォワード』（芳文社）にて2016年12月号に読み切りが掲載されたのち、2017年9月号から2018年8月号まで連載された。
ブレイクダンスをテーマにした女の子たちの青春物語。

## あらすじ
夢中になれるものがなく退屈していた女子高生・二ノ宮華が、体育の授業で体験したブレイクダンスに夢中になり、友達の芦田伊織、楠木葵とダンス部を設立し、文化祭での披露を目指す。

## 登場人物
二ノ宮華（にのみや はな）
勉強が得意な高校一年生。他の誰かが夢中に夢中になっているのを羨ましがっていたが、ブレイクダンスに夢中になり、部を設立する。ダンス部部長。
芦田伊織（あしだ いおり）
華のクラスメイト。ともにダンス部を設立する。意欲が高く、難しい技に挑戦していくタイプ。
楠木葵（くすのき あおい）
華の隣のクラスの生徒で、ダンス部部員。好きなものに対しては熱く語るタイプで、昔からブレイクダンスに詳しい。
大橋先生（おおはし）
華たちの高校の体育教師で、ダンス部顧問。オーハシという名前で「マジェスティックス」というグループを組んでいた。
井荘文香（いそう ふみか）
フミカの名で活動するダンサー。大橋先生とは大学の同期で、共に「マジェスティックス」を組んでいた。
群雲青空（むらくも そら）
ソラの名前で「マジェスティックス」のメンバー。オンとオフの切り替えが上手い。

## 書誌情報
- きりきり舞『ブレイキンガールズ！』芳文社〈まんがタイムKRコミックス〉、全2巻
  1. 2018年1月26日発行（1月11日発売[2]）、ISBN 978-4-8322-4910-3
  2. 2018年7月27日発行（7月12日発売[2]）、ISBN 978-4-8322-4962-2